# Cafu
Marcos Evangelista de Moraes eller bara Cafu (uttal: /ka'fu/), född 7 juni 1970 i São Paulo, är en brasiliansk före detta fotbollsspelare. Cafu var under slutet av 90-talet och början av 2000-talet en av de bästa backarna i Brasilien. Han kännetecknades som en snabb kantspringare som nästan alltid löpte med i anfallen.
Cafu spelade senast som försvarare i italienska storklubben AC Milan. Han har spelat fler matcher för brasilianska landslaget än någon annan, med totalt 148 framträdanden (till och med 1 juli 2006). Han spelade fyra världsmästerskap, vann två och är den ende som spelat i tre (raka) VM-finaler (1994, 1998, 2002). Cafu är med på listan FIFA 100 som en av de 125 bästa fotbollsspelarna genom tiderna.

## Meriter
- FIFA:s VM-turneringar;
  - Guld: 2002, 1994
  - Silver: 1998
- Copa América;
  - Guld: 1997, 1999
- Italienska ligan: 2001 (AS Roma), 2004 (AC Milan)
- Cupvinnarcupsmästare: 1995 (Real Zaragoza)
- Copa Libertadores-mästare: 1992, 1993 (São Paulo FC)
- Champions League-mästare: 2007 (AC Milan)
- Världsmästerskapet i fotboll för klubblag: 2007 (AC Milan)[2]

### Fotnoter
1. ↑  Pelé vann visserligen 3 VM-guld (1958, 1962, 1970) men spelade inte i finalen 1962 eftersom han var skadad.